# Susan Fernandez

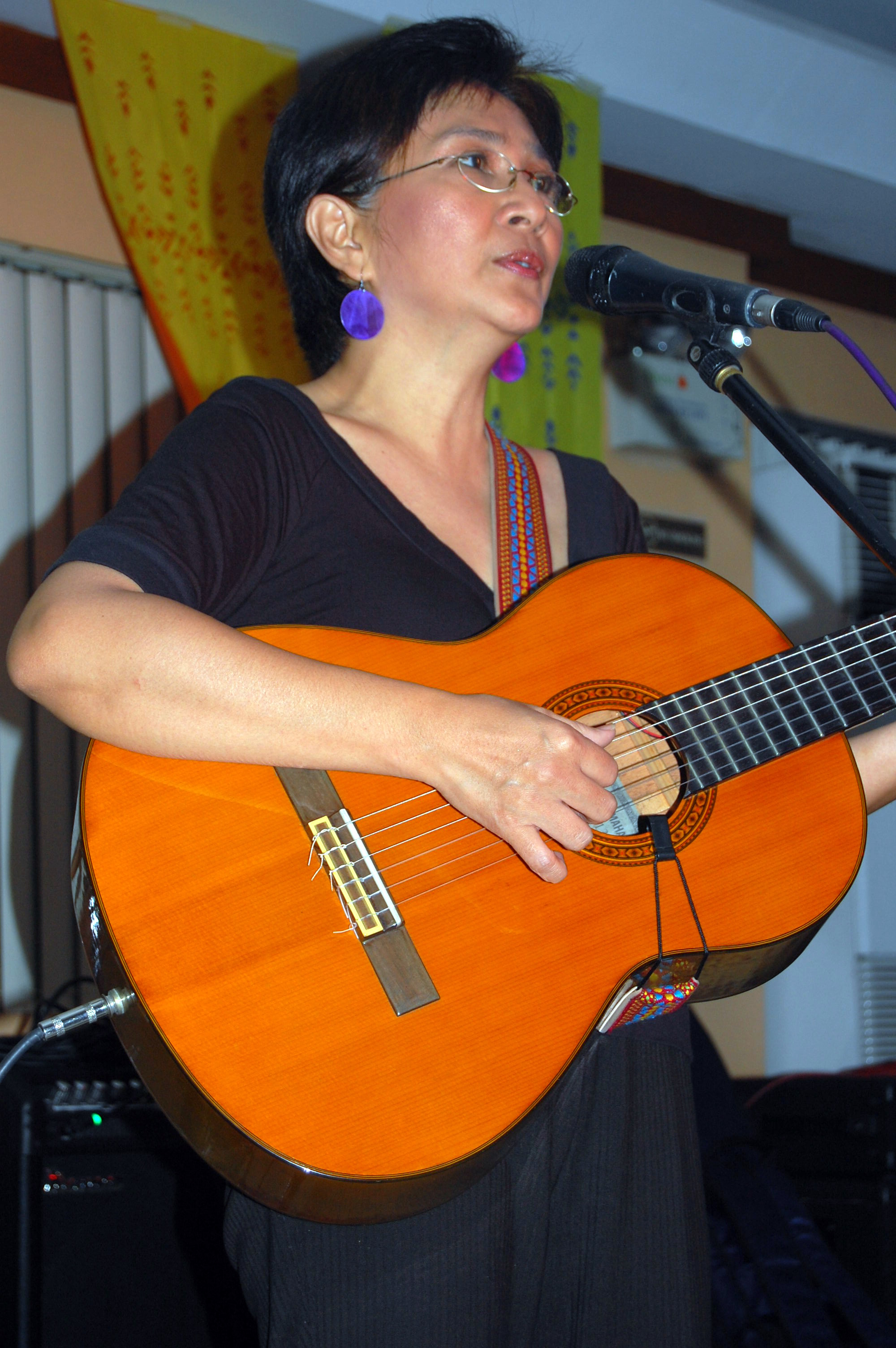
Susan Fernandez

Susan Fernandez-Magno (3 augustus 1956 - Pasig City, 2 juli 2009) was een Filipijns zangeres en activiste.

## Biografie
Susan Fernandez werd geboren op 3 augustus 1956. Ze studeerde aan de University of the Philippines waar ze een bachelor-diploma sociologie en een master-diploma Filipijnenstudie behaalde.
Fernandez werd bekend als protestzangeres tijdens de anti-Marcos demonstraties in de eerste helft van de jaren 80 en werd de stem van de protestgeneratie genoemd. Ook bekend om haar uitvoering van het feministisch lied Babae Ako, dat uitkwam op haar album Habi at Himig uit 1990. Fernandez was de nationale coördinator van IBFAN (International Baby Food Action Network van UNICEF en coördinator of lid van diverse maatschappelijke- en vrouwenrechten organisaties. Ook gaf ze door de jaren heen vele lezingen over vrouwen- en kinderrechten. Susan Fernandez presenteerde elf jaar lang het amusementsprogramma Concert at the Park op TV. Ook was ze in de jaren 90 samen met Bodjie Pascua te zien een het kinderprogramma Bulilit. Daarnaast was de presentator van diverse shows en programma's van het Cultural Center of the Philippines.
Fernandez was daarnaast docent sociologie aan de Ateneo de Manila University, St. Scholastica's College en de University of the Philippines. Ze overleed in juli 2009 op 52-jarige leeftijd aan eierstokkanker. Ze was getrouwd met columnist Alex Magno en had samen met hem twee zonen.